# 수사기관
수사기관은 법률상 수사의 권한이 인정되어 있는 국가기관이다.

## 개요
수사기관에는 검사와 사법경찰관리가 있다. 검사는 수사의 주재자이며, 사법경찰관리는 검사의 지휘를 받아 수사를 임한다.

## 현행법
현행법은 검사에게 사법경찰관리에 대한 지휘 및 감독권을 제도적으로 보장하고 있다. 검사장의 수사중지 명령권 및 교체임용요구권, 검사의 구속장소감찰권, 영장신청의 검사경유제도, 압수물의 처분에 대한 지휘권, 사법경찰관의 검사에 대한 수사보고 및 정보보고의 의무등은 검사의 사법경찰관리에 대한 수사지휘권을 구체적으로 보장하는 제도이다.